# الكلية التقنية في المدينة المنورة
الكلية التقنية بالمدينة المنورة هي كلية تقنية حكومية تقع في المدينة المنورة، المملكة العربية السعودية، تأسست في عام 1998. وتركز الكلية على التدريب التقني والمهني لإعداد الطلاب للمهن المتعلقة بالكهرباء والإلكترونيات والتكنولوجيا. وهي واحدة من الكليات التقنية التي تُشرف عليها مؤسسة التدريب التقني والمهني (TVTC)، التي هي المزود الحكومي للتدريب في المملكة العربية السعودية. 

## تاريخ والتاسيس
صدر قرار مجلس الوزراء رقم 158 وتاريخ 12 / 6/ 1429 هـ بالموافقة على الخطة العامة للتدريب بالمؤسسة العامة للتدريب التقني والمهني التي تضمنت الكلية التقنية بالمدينة المنورة.

## البرامج الدراسية
تقدم هذه الكلية مجموعة متنوعة من برامج الدرجات العلمية بما في ذلك التكنولوجيا الكهربائية والتكنولوجيا الميكانيكية وتكنولوجيا الكمبيوتر والتكنولوجيا الإلكترونية،  بالإضافة إلى تخصص تقنية الإلكترونيات الصناعية والتحكم والتقنية الإدارية.

## الدرجة العلمية
تمنح الكلية للخريجين الشهادة الجامعية المتوسطة، بعد اجتيازهم فترة التدريب البالغة سنتين ونصف. وتقبل الكلية الطلاب حاملي الشهادة الثانوية العامة وكذلك الطلاب حاملي شهادات المعهد الصناعي الثانوي والمعهد الثانوي التجاري والمعهد الثانوي الزراعي والمعهد الثانوي للمراقبين الفنيين والمعهد الفنى للإلكترونيات.

## شروط المتدربين
تشترط الكلية ألا يزيد عمر المتدرب عن 30 سنة، وألا يكون لدى المتقدم شهادة سابقة تعادل أو تفوق مستوى الشهادة المتقدم عليها. وتشجيعًا للمتدربين تقوم الكلية بصرف مكافأة لكل متدرب قدرها 990 ريالاً شهرياً، بينما يصرف لذوي الاحتياجات الخاصة مكافأة إضافية قدرها 1500 ريال شهرياً في حالة الإعاقة المتوسطة ومبلغ 5240 ريالا في حالة الإعاقة الشديدة.

## رؤية الكلية
تسعى المؤسسة العامة للتدريب التقني والمهني إلى، تطوير وتقديم وترخيص البرامج التدريبية التقنية والمهنية؛ حسب الطلب الكمي والنوعي لسوق العمل للذكور والإناث، وسنِّ التنظيمات المختصة بجودتها وكفايتها والإشراف عليها.
توعية المجتمع بأهمية التدريب التقني والمهني وإتاحة فرصة التدرب للقادرين من الذكور والإناث لجميع الفئات العمرية.
القيام بالأبحاث والمشاريع الضرورية لمتابعة التطورات التقنية والتوجهات العالمية في مجال التدريب التقني والمهني.
المشاركة في البرامج الوطنية التي تتبنى نقل التقنية وتوطينها، وتوفير دعمها ودعم القطاع الخاص، وتوجيهه للاستثمار في مجال التدريب التقني والمهني.

## الأهداف الاستراتيجية
- استيعاب أكبر عدد من الراغبين في التدريب التقني والمهني؛ للإسهام في تحقيق التنمية المستدامة.
- تأهيل وتطوير الكوادر البشرية الوطنية في المجالات التقنية والمهنية؛ وفقًا لطلب سوق العمل الكمي والنوعي.
- تقديم البرامج التدريبية بالجودة والكفاية التي تؤهل المتدرب للحصول على عمل مناسب في سوق العمل الحر.
- القدرة على التكيف والتعامل بنجاح مع التحديات والتغيرات؛ استناداً إلى الأبحاث والدراسات التطبيقية.
- بناء شراكات إستراتيجية مع قطاع الأعمال؛ لتنفيذ برامج تقنية مهنية.
- نشر الوعي بأهمية العمل في المجالات التقنية والمهنية في أوساط المجتمع، وتوفير البيئة المناسبة للتدرب مدى الحياة.
- إيجاد بيئة آمنة ومحفِّزة للعمل والتدريب في المؤسسة العامة للتدريب التقني والمهني.
- تشجيع الاستثمار في التدريب التقني والمهني والتدريب الأهلي.
- توثيق العلاقة والتكامل مع الجهات التعليمية والتدريبية الوطنية.
- التوسع في المجالات التدريبية المتقدمة الداعمة للخطط الوطنية والمشاركة في برامج نقل التقنية وتطويرها.

## روابط خارجية
وصلة موقع الكلية التابع للتعليم المهني والتقني